# AQWA
Koordinaten: 31° 49′ 36″ S, 115° 44′ 16″ O
Das AQWA (Akronym für The Aquarium of Western Australia) ist das größte Meeresaquarium Australiens. Es befindet sich in Hillarys an der Sunset Coast ca. 25 km nördlich der Metropole Perth im Bundesstaat Western Australia.

## Unternehmensgeschichte
Vorläufer des heutigen AQWA war das Meeresaquarium Perth Underwater World, erbaut in den Jahren 1986–1987 am heutigen Standort im Hafen von Hillarys von der Firma Underwater World International, die anfangs zu 40 % der bundesstaatlichen Entwicklungsgesellschaft Western Australian Development Corporation (WADC) und zu 60 % der privaten australischen Unternehmensgruppe um Laurie Wilson gehörte; beide Gesellschafter existieren in dieser Form nicht mehr. Das Unternehmen konnte das am 13. April 1988 eröffnete Aquarium nur drei Jahre halten. Zunächst übernahm die Entwicklungsgesellschaft alle Anteile der „notleidend“ gewordenen Wilson-Gruppe, im September 1991 stand der Komplex mit Verlust zum Verkauf.
Käuferin war die Coral World International Ltd.; hinter dieser Gesellschaft steht der israelische Milliardär Morris Kahn, der sie Mitte der 1970er Jahre gemeinsam mit der von Jacob Levinson geführten amerikanisch-israelischen Gesellschaft Ampal gegründet hatte. Morris Kahns Investments liegen eigentlich in der Software-, Medien- und Telekommunikationsbranche, doch war der Unternehmer in jungen Jahren ein begeisterter Taucher, und seine Geschäftsidee, weltweit eine Kette von Meeresaquarien zu gestalten, war insoweit persönlich motiviert. Ähnliche Anlagen wie in Perth gibt es in Eilat, auf den Amerikanischen Jungferninseln, auf den Bahamas, in Manly und auf Hawaii.
Coral World behielt in Perth zunächst den Namen des Vorläufers bei; im Januar 2001 wurde der Komplex jedoch nach Renovierungsarbeiten umbenannt in seinen heutigen Namen AQWA.
Die aktuelle Website (Stand 2007), die die Vorgeschichte nicht aufführt, suggeriert dem Leser, der Erfolg des Unternehmens mit 5 Millionen Besuchern in 19 Jahren Firmengeschichte gründe sich allein auf die Persönlichkeit von Morris Kahn. Jedoch war bereits der Vorläufer 1988–1991 mit drei Prämierungen von der Tourismusbehörde ausgezeichnet.

## Das Aquarium

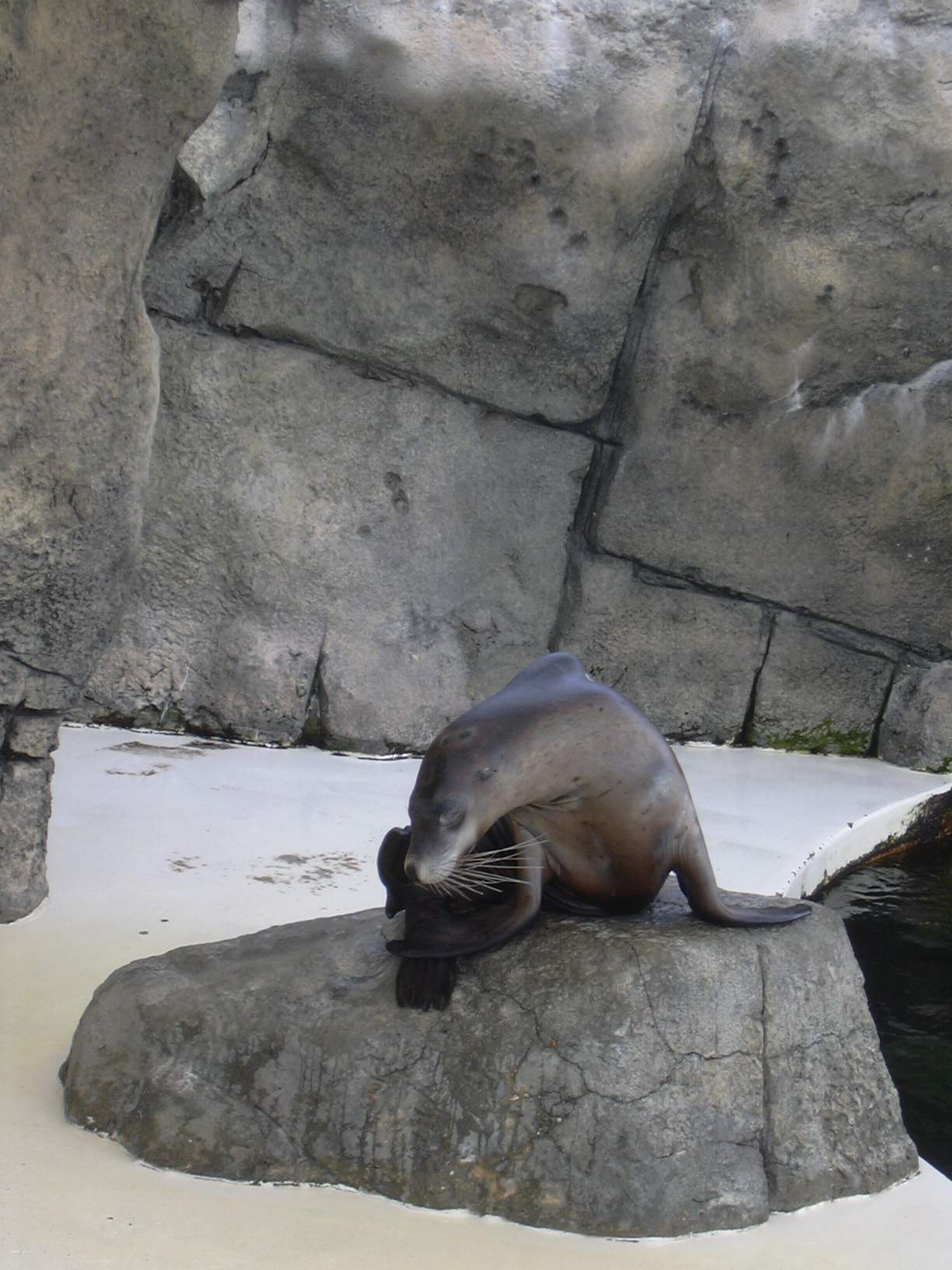
Australischer Seelöwe im Außenbereich des AQWA

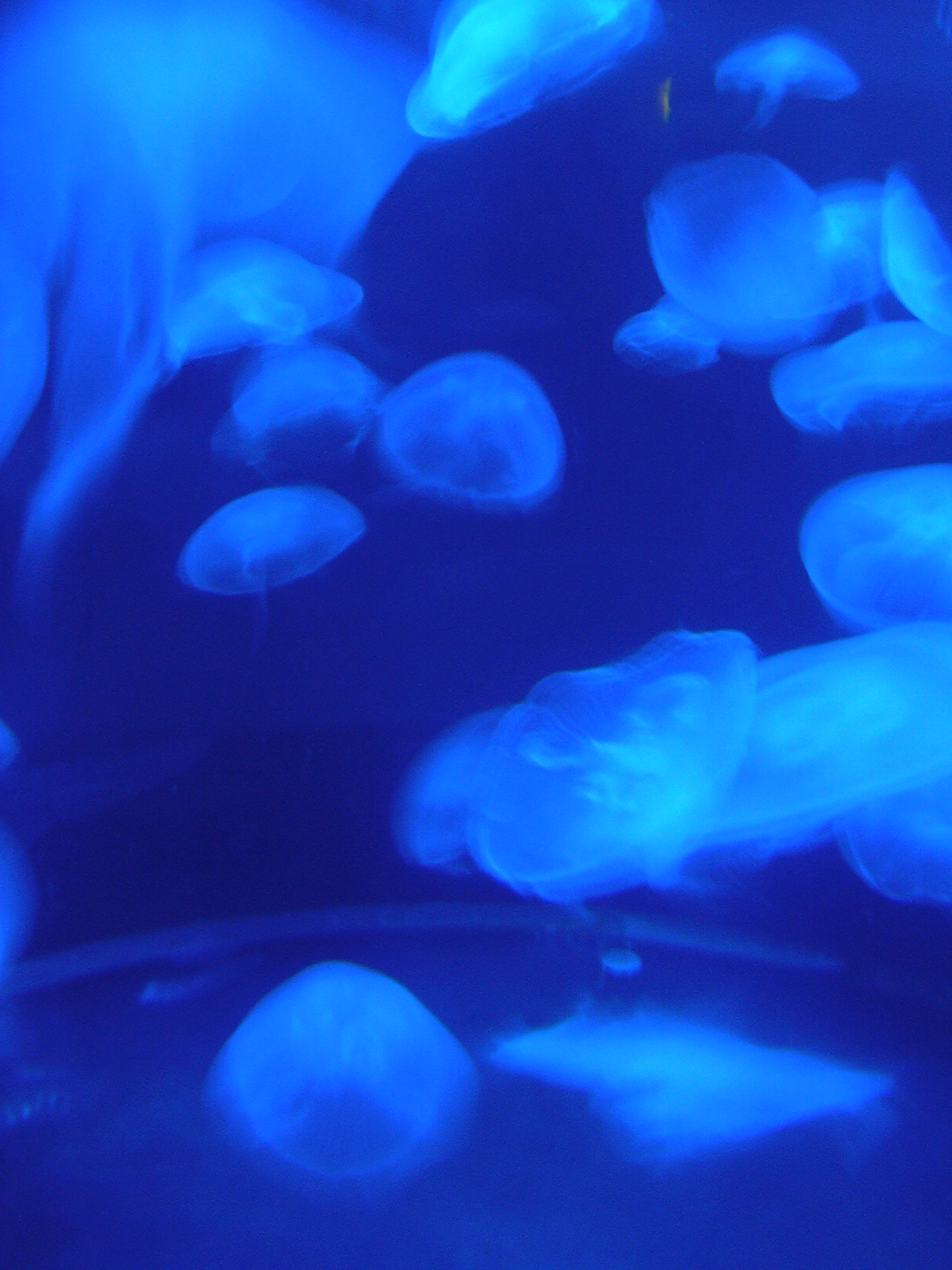
Verschiedene Quallen aus dem Mündungsgebiet des Swan River

Im AQWA wird die westaustralische Unterwasserwelt auf 12.000 km Küstenlänge in fünf Abschnitten/Klimazonen mit 400 Arten dokumentiert:
1. Kühl-gemäßigte Südküste von Eucla bis Fremantle
2. Sunset Coast nördlich von Perth
3. Warm-gemäßigte Batavia Coast von Lancelin bis zur Shark Bay
4. Subtropische Coral Coast vom Ningaloo Reef bis Exmouth
5. Tropische Nordwestküste entlang der Kimberley-Region bis Kununurra

Als Vertreter der kühl-gemäßigten Zone mit antarktischen Strömungen werden eine Vielzahl von Strahlenflossern vorgestellt. Gezeigt wird zudem der Seedrache, der nur an der südaustralischen Küste vorkommt.
Die Gewässer der Sunset Coast schützt der 1987 eingerichtete 10.000 Hektar große Marmion Marine Park. Kleine Hai-Arten, Rochen, Schlangenaale, Muränen, Regenbogenfische, Lippfische, Kofferfische und Schmetterlingsfische sind typische Lebewesen dieses Gebiets.
Von dem Gebiet der Batavia Coast sind die spektakulärsten der vorgestellten Tiere der große Sandtigerhai, die Unechte Karettschildkröte und der Adlerrochen.
Korallen in vielfältigen Arten und farbenprächtige Fischarten sind das Thema der subtropischen Zone. Der Walhai wird als König der Meere um Exmouth anhand von Dokumentationstafeln erklärt.
Für den tropischen hohen Norden werden einige äußerst giftige Tierarten in einer speziellen Gefahrenzone erklärt. Stechrochen und Samtfische sind Beispiele. Zu sehen sind auch kleine Krokodile.
|  |  |

## Konzept

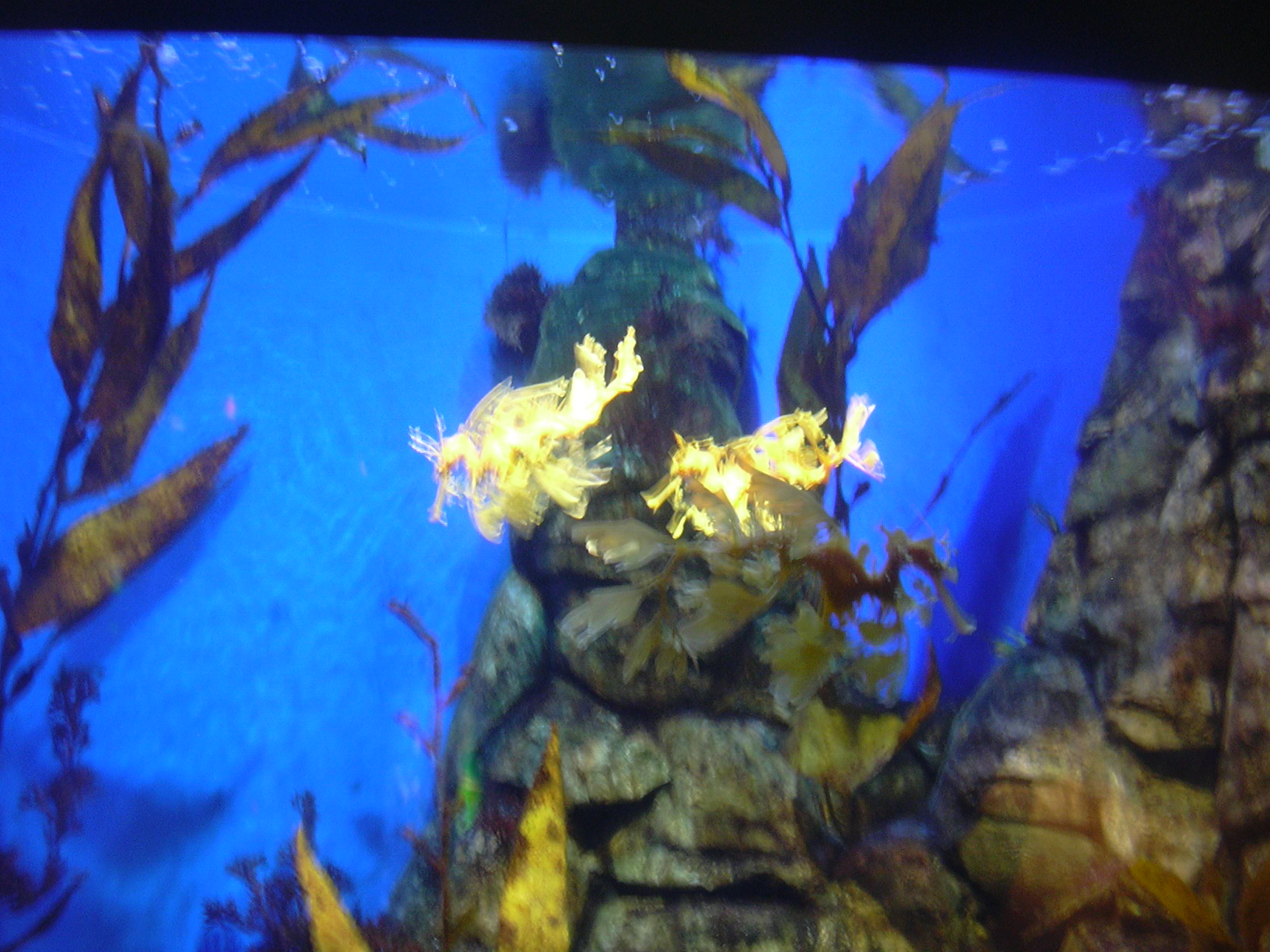
Seedrachen aus kühlen Gewässern der Südküste

To keep the people captive – not the animals heißt die Devise des Unternehmens in seiner Selbstdarstellung auf der Webpage. Durch das 3 Millionen Liter Wasser fassende zentrale Aquarium auf 800 m² Grundfläche, in dem jeden Tag ein Frischwasseraustausch mittels gefiltertem Meerwasser stattfindet, führt ein 98 m langer Acrylglastunnel, den der Besucher mit dem Gefühl durchquert, sich mitten in der Unterwasserwelt zu befinden. Neben seinem Pendant in Eilat ist dies der längste seiner Art weltweit.
Rund um dieses Zentralaquarium gibt es eine Reihe von Ausstellungsräumen mit kleineren Becken. Ein Areal für Seelöwen ist so gestaltet, dass die Tiere sich frei bewegen können zwischen einem großen Bassin und einer felsigen Freifläche im Außenbereich. Dort befinden sich auch einige Becken, in denen Seesterne, Seeigel, Krebse und Muscheln angefasst werden dürfen (touching pool), was insbesondere für Familien mit Kindern eine Attraktion ist.
Coral World beansprucht für sich eine artgerechte Tierhaltung in ihren Aquarien, versteht sich aber – im Gegensatz beispielsweise zum europäischen Sea-Life-Konzept – nicht als aktives Tierschutzprogramm. Coral World hat es möglich gemacht, größere Hai-Arten im Aquarium zu halten, was Merlin Entertainment für seine Sea-Life-Einrichtungen ausdrücklich ablehnt. Allerdings sind auch die Dimensionen nicht vergleichbar; so ist beispielsweise der Acrylglastunnel im Sea Life Königswinter mit 10 m Länge nur 1/10 so groß wie derjenige des AQWA in Perth.
Zum Museum gehören ferner ein Restaurant und ein Buch- und Andenkenladen.